# Serradella
Die Echte Serradella (Ornithopus sativus), auch kurz Serradella oder Großer Vogelfuß, Portugiesischer Vogelfuß, Sandklee, Großer Krallenklee, Saatvogelfuß oder Klauenschote genannt, ist eine Pflanzenart aus der Gattung Ornithopus innerhalb der Familie der Hülsenfrüchtler (Fabaceae). Sie ist im westlichen Mittelmeerraum natürlich verbreitet und ist in einigen gemäßigten Gebieten der Welt ein Neophyt. Es handelt sich um eine alte Kulturpflanze.

## Beschreibung

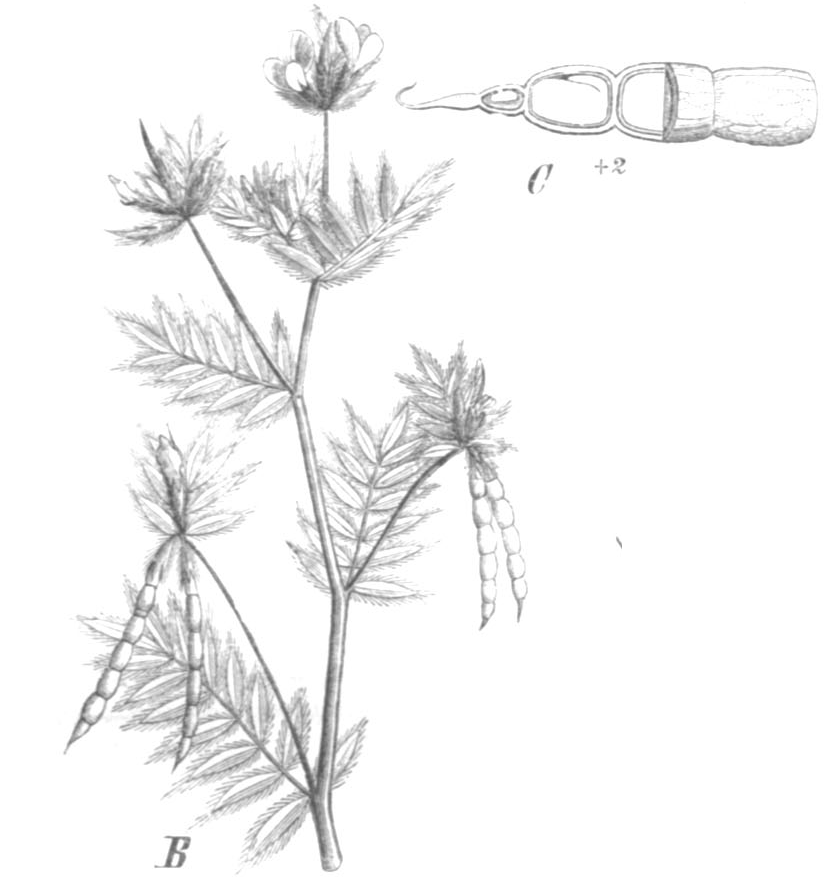
Illustration

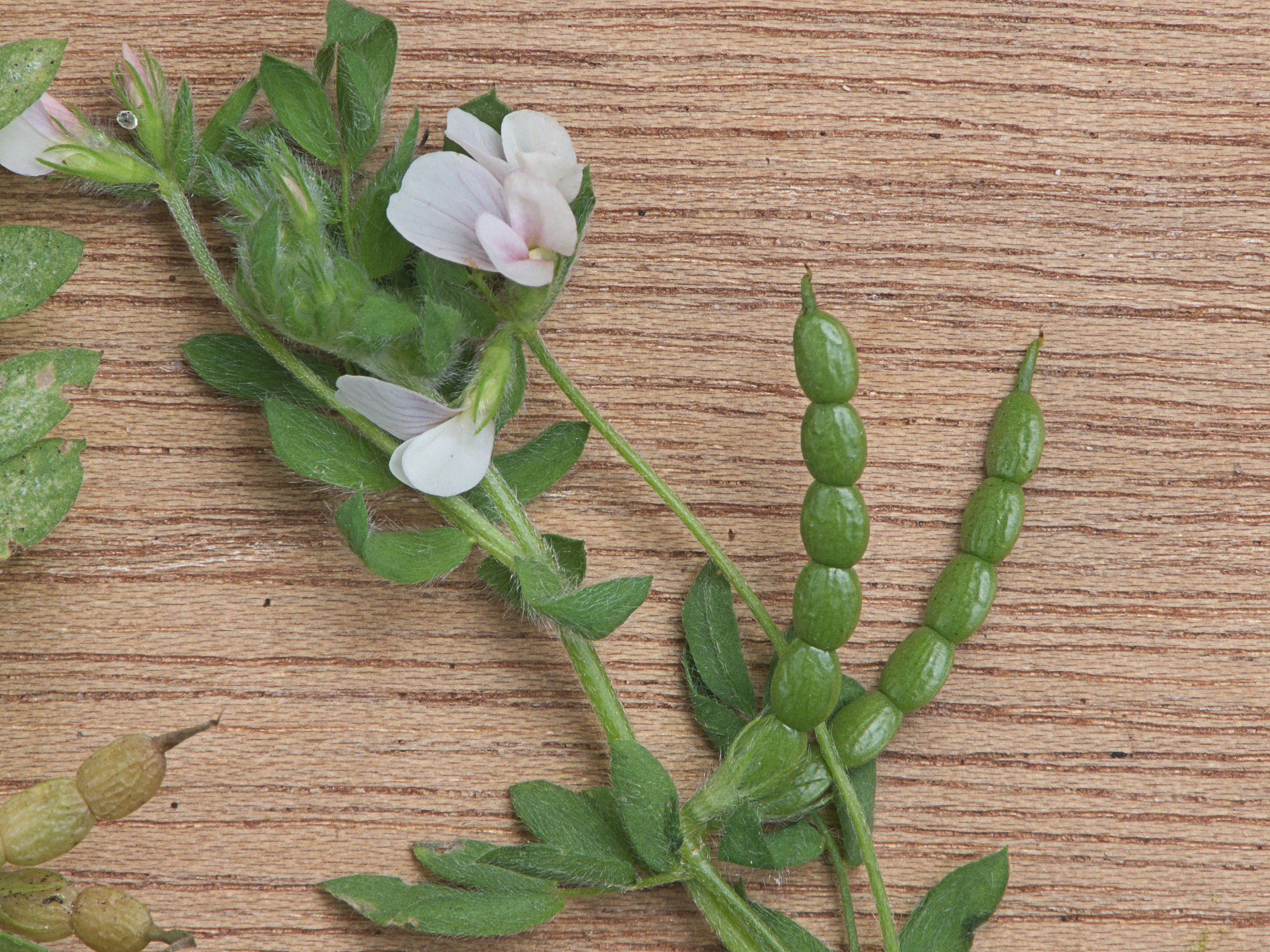
Blüten und gegliederte Hülsenfrüchte

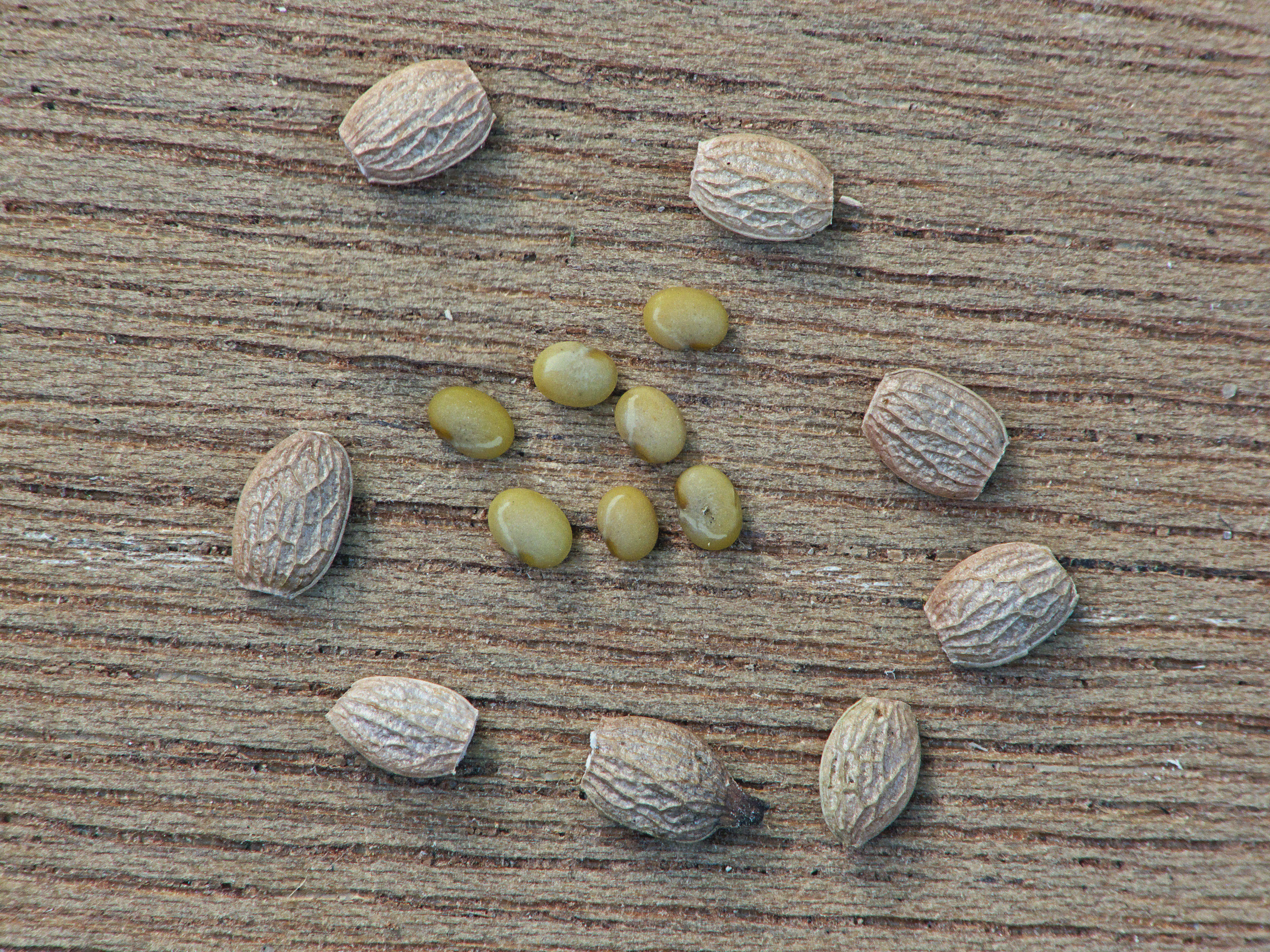
Teilfrüchte und Samen

### Vegetative Merkmale
Ornithopus sativus wächst als aufrechte, aufsteigende bis niederliegende, krautige Pflanze und erreicht Wuchshöhen von 20 bis 60 Zentimetern. Sie bildet eine tiefgehende, gut verzweigte Pfahlwurzel. Der Stängel ist 9 bis 65 Zentimeter lang. Die vegetativen Pflanzenteile sind zottig behaart.
Von den wechselständig am Stängel angeordneten Laubblättern sind die unteren gestielt und die mittleren bis oberen sitzend. Die 1,2 bis 5, selten bis zu 9,7 Zentimeter langen Laubblätter sind unpaarig gefiedert 4 bis 18 Paaren von Fiederblättchen. Die Fiederblättchen sind bei einer Länge von 3,5 bis 16 Millimetern und einer Breite von 1,5 bis 6 Millimetern verkehrt-eiförmig oder elliptisch mit stachelspitzigem oberen Ende. Die Nebenblätter sind bei einer Länge von weniger als 1 Millimeter dreieckig mit einem oft purpurfarbenen oberen Ende.

### Generative Merkmale
Die Blütenstandsschäfte sind mit einer Länge von 7 bis 50 Millimetern viel länger als die dazugehörenden Laubblätter. Zwei bis sechs Blüten stehen in einem doldigen Blütenstand zusammen. Die Blüten sind höchstens 1 Millimeter lang gestielt bis fast sitzend.
Die Blüten sind mit einer Länge von 5 bis 9 Millimetern länger als das Tragblatt. Die zwittrigen Blüten sind zygomorph und fünfzählig mit doppelter Blütenhülle. Die zottig behaarten, 3,2 bis 5 Millimeter langen Kelchblätter sind bis etwa der Hälfte ihrer Länge verwachsen. Die zweizähnige Kelchoberlippe ist viel kürzer als die dreizähnige -unterlippe. Die Kelchzähne der Oberlippe sind bei einer Länge von 1 bis 1,5 Millimetern lanzettlich und die der Unterlippe sind bei einer Länge von 1,5 bis 3 Millimetern linealisch-lanzettlich. Die Blütenkrone besitzt den typischen Aufbau der Schmetterlingsblüte und ist 5 bis 8 Millimeter lang. Die fünf Kronblätter sind rosafarben oder weißlich, mit purpurfarbenen Nerven auf der Fahne. Die Fahne ist bei einer Länge von 6,5 bis 10 Millimetern sowie einer Breite von 3 bis 4,3 Millimetern geigenförmig und asymmetrisch. Die Flügel sind 5,5 bis 7,5 Millimeter lang sowie 2,5 bis 3,2 Millimeter breit und sind geöhrt. Das Schiffchen ist 3 bis 4 Millimeter lang sowie 1,2 bis 1,8 Millimeter breit. Die Staubbeutel sind 0,2 bis 0,3 Millimeter lang sowie 0,2 bis 0,3 Millimeter breit. Das einzige Fruchtblatt ist kahl oder behaart.
Die kahle oder behaarte, grüne Hülsenfrucht ist bei einer Länge von selten 11 bis, meist 15 bis 43 Millimetern sowie einer Breite von selten 1,2 bis, meist 1,5 bis 2,5 Millimetern fast gerade, schwach sichelförmig bis krallenartig und durch einschnüren gegliedert sowie meist 2 bis 20 (1,2 bis 30) Millimeter lang geschnäbelt und zerfällt bei Reife in die ein bis meist vier bis sechs Teilfrüchte (Glieder). Der Same ist 2 bis 4 Millimeter lang und 2 bis 3 Millimeter breit und 0,8 bis 1,5 Millimeter dick und wiegt 1,5 bis 6 g.
Die Blüzezeit ist Juni bis August.
Die Chromosomengrundzahl beträgt x = 7; es liegt Diploidie vor, also 2n = 14.

## Ökologie
Blütenökologisch handelt es sich um Schmetterlingsblumen vom Fabaceentyp mit Klappeinrichtung. Typische Bestäuber sind Hymenopteren.
Die Diasporen sind die Teilfrüchte der Bruchfrucht.

## Verbreitung
Das natürliche Verbreitungsgebiet von Ornithopus sativus liegt im westlichen Mittelmeerraum. Fundorte gibt es vom westlichen Algerien, Marokko über Portugal und Spanien bis zum südwestlichen Frankreich.
Die Echte Serradella ist beispielsweise in Deutschland ein in Einbürgerung befindlicher Neophyt. Sie ist ein Neophyt im südwestlichen Australien und vielen wintermilden gemäßigten Gebieten, beispielsweise in Neuseeland oder im südlichen Südafrika.

## Systematik
Die Erstveröffentlichung von Ornithopus sativus erfolgte 1804/1805 durch Felix de Avellar Brotero in Flora Lusitanica, Band 2, S. 160. Ein Homonym ist Ornithopus sativus Godr. & Gren., das in Flore de France ... Prospectus, Band 1, S. 499 veröffentlicht wurde. Synonyme von Ornithopus sativus Brot. sind: Coronilla seradella E.H.L.Krause, Ornithopus roseus Dufour, Ornithopus perpusillus subsp. roseus (Dufour) Rouy, Ornithopus sativus subsp. roseus (Dufour) Dostál.
Von Ornithopus sativus wurden mehrere Subtaxa beschrieben (Auswahl):
- Ornithopus sativus subsp. isthmocarpus (Coss.) Dostál (Syn.: Ornithopus isthmocarpus Coss.): Sie kommt im Gesamtverbreitungsgebiet außer Frankreich vor.[9]
- Ornithopus sativus nothosubsp. macrorrhynchus (Willk.) Talavera et al. = Ornithopus sativus subsp. sativus × Ornithopus sativus subsp. isthmocarpus[2]
- Ornithopus sativus Brot. subsp. sativus: Sie kommt in weiten Teilen des natürlichen Gesamtverbreitungsgebietes vor und ist in Mitteleuropa selten verwildert und kommt adventiv vor.[10]

## Nutzung
Ornithopus sativus wurde Mitte des 19. Jahrhunderts aus Portugal nach Deutschland eingeführt. Die alte Kulturpflanze Ornithopus sativus subsp. sativus wird in diesem Jahrhundert in Deutschland nur noch selten angebaut.
Ornithopus sativus wird zur Gründüngung eingesetzt, auch gegen Erosion und als Futterpflanze. Sie dient als Vorfrucht oder als Zwischenfrucht zwischen angebauter Hackfrucht und Getreide. Rechtzeitig ausgebracht wächst sie nach Schnitt zwecks Heuernte oder Beweidung weiter. Sie gedeiht am besten auf sandigen, nicht zu kalkhaltigen Böden (ph-Wert 4,5–6) und bevorzugt feuchtes und warmes Klima. Zeit der Aussaat April/Mai in einer Tiefe von 2–3 cm und einer Reihenentfernung von 8–14 cm. Das 1000-Korn-Gewicht wird mit 3–5 g angegeben. Sie verträgt einzelne Fröste, nicht aber dauerhafte Winterkälte, so dass sie einjährig angebaut wird.
Die junge Pflanze wächst relativ langsam, so dass sie stellenweise von Kriech-Quecke, Acker-Spark oder Acker-Rettich unterdrückt wird.
Zu ihren tierischen Schädlingen gehören Raupen und Ypsiloneule.